# 石元丈晴
石元 丈晴（いしもと たけはる、5月29日 - ）は、ゲームミュージックの作曲家。
宮崎県日南市出身。

## 来歴
1998年、スクウェア（現・スクウェア・エニックス）に入社。
2017年末に退社し、2018年1月にTHRILL株式会社を設立した。

## 主な担当作品

### 作曲作品
- ビフォア クライシス ファイナルファンタジーVII（2004年）
- ラストオーダー ファイナルファンタジーVII（2005年）
  - ファイナルファンタジーVII アドベントチルドレン限定版「ADVENT PIECES: LIMITED」収録の映像作品
- MONOTONE（2006年）
- すばらしきこのせかい（2007年）
- クライシス コア ファイナルファンタジーVII（2007年）
- ディシディア ファイナルファンタジーシリーズ（2008年 - ）
- キングダム ハーツ バース バイ スリープ（2010年） - 下村陽子、関戸剛と共作
- ファイナルファンタジー零式（2011年）
- キングダム ハーツ 3D ［ドリーム ドロップ ディスタンス］（2012年） - 下村陽子、関戸剛と共作
  - （すばらしきこのせかいのBGMアレンジも担当）
- ランページ ランド ランカーズ（2015年）
- 君と霧のラビリンス（2017年）
- 新すばらしきこのせかい（2021年）

### マニピュレート作品
- 聖剣伝説 LEGEND OF MANA（1999年）
- ベイグラントストーリー（2000年）
- ファイナルファンタジーX（2001年）
- キングダム ハーツ チェイン オブ メモリーズ（2004年）
- キングダム ハーツII（2005年）